# Dan Bogdan
Dan Bogdan (n. 2 decembrie 1948, Bilciurești, județul Dâmbovița) este un scriitor român și avocat contemporan.

## Biografie
Obține licența în Drept în 1972 și debutează ca scriitor cu poezii în revista Contemporanul, 1976. Colaborează la reviste literare ca România literară, Luceafărul, Viața românească etc.
Romanul său Scorpionul de Durango a fost prima carte de sertar publicată după 1989. Acesta a atins tiraje de 110.000 exemplare și a fost în topul vânzărilor de librărie în București și în țară între 1991-1992.

## Publicații
- Relaxare, schițe umoristice, Ed. Litera, 1979;
- Mesterul Rătăcitor, două scurte romane, Ed. Albatros, 1982;
- Pe urmele lui Alexandru Ioan Cuza, Ed. Sport-Turism, 1985;
- Personaje în cristalin, nuvele, Ed. Albatros, 1987;
- Pe urmele lui Ion Ghica, Ed. Sport-Turism, 1988;
- Scorpionul de Durango, roman, ed. I-a, Ed. Militară, 1991;
- Cloaca, roman, Ed. Sylvi, 1992;
- La coadǎ la mortadella, roman, Ed. Scripta, 1993;
- În așteptarea redesteptǎrii-Convorbiri cu Ion Ratiu, Ed. Scripta, 1994;
- Crepuscul la Heidelberg, eseu, Ed. Viitorul românesc, 1995;
- Peisaj cu fluturi și scorpion, roman,Ed. Eminescu, 1996;
- Scorpionul de Durango, roman, ed. II-a, Editura Cartea Românească, 1998;
- Basica lui Caragea, roman, Editura Viitorul Romanesc, 1999;
- Ion Ghica, Ed. Muzeul Literaturii Române, 2000;
- Dincolo de ultima colina, Ed. Viitorul românesc, 2002;
- Porumbeii zboară la Maximilianeum, roman, Ed. Cartea Româneasca, 2004;
- Eugen Drăguțescu, monografie, Ed. România Press,2006;
- Die Tauben fliegen zum Maximilianeum, roman, Ed. Rita Fischer, Frankfurt, 2007;
- Organizația, roman, Ed. România Press, 2008;
- Autoren-Werkstatt 99, antologie, Ed. Rita G. Fischer, Frankfurt, 2008.
- O istorie necenzurata a sulfelor, Ed. Vremea, București, 2014.
- Cartea lui Andreas, Ed. Vremea, București, 2018

## Premii literare
- Premiul de debut al Editurii Albatros, 1982
- Premiul Salonului de Carte de la Cluj, 1996